# Приключения мультяшек
«Приключе́ния мультя́шек» (англ. Tiny Toon Adventures) — мультсериал, созданный студией «Уорнер Бразерс» (англ. Warner Bros. Animation). Мультсериал стал плодом сотрудничества Стивена Спилберга и Warner Bros Animation.
Первый сезон выходил в эфир в 1990 году, второй — в 1991; третий, заключительный, — в 1993.
Идея создания мультсериала принадлежит президенту Warner Bros. Терри Семелу. Он был свидетелем успеха в середине 1980-х омоложённых версий известных персонажей таких мультсериалов, как Ultraman, «Маппет Шоу» и «Флинстоуны», и пришёл к выводу создать детские версии персонажей мультсериала «Looney Tunes». Изначально планировалось, что эти персонажи будут потомками мультяшек из «Looney Tunes», «Весёлые Мелодии» или Багз Банни. Но после включения Стивена Спилберга и его компании «Amblin Entertainment» в процесс разработки было решено, что новые персонажи будут не прямыми, а идейными потомками известных мультяшек Warner Bros и будут стажироваться у мультзвёзд «золотой эры» WB. Ранее предполагалось, что новые персонажи создаются для использования в полнометражном мультфильме, но позже было решено, что «маленькие» мультяшки (Tiny Toons) станут персонажами мультсериала.

## Персонажи
Премьера мультсериала состоялась в США в 1990 годы и была однозначным хитом. Действие в мультсериале развиваются вокруг молодых мультгероев, учащихся в Луниверситете Акме (англ. Acme Looniversity), чтобы стать следующим поколением Looney Tunes персонажей. Большинство персонажей походят на классические версии популярных мультгероев студии Warner Bros, которые также присутствуют в сериале (как профессора и кураторы «юных дарований»).
К основным персонажам относятся:
| Маленький мультяшка              | Прототип и куратор в Acme Looniversity |
| -------------------------------- | --- |
| Бастер Банни (Buster Bunny)      | Багз Банни (Bugs Bunny) |
| Бэбс Банни (Babs Bunny)          | Багз Банни (Bugs Bunny), как куратор. Некоторые ошибочно приписывают в качестве прототипа Бэбс Лолу Банни (Lola Bunny), однако впервые Лола появилась в полнометражном фильме «Космический Джем» (1996), в то время как мультсериал транслировался с 1990 по 1995 год. |
| Плаки Дак (Plucky Duck)          | Даффи Дак (Daffy Duck) |
| Хэмтон Дж. Пиг (Hamton J. Pig)   | Порки Пиг (Porky Pig) |
| Пушок (Furrball)                 | Кот Сильвестр (Sylvester the Cat) и, возможно, Пенелопа Пусикет (Penelope Pussycat) |
| Сара Сигал (Sara Seagull)        | Салли Сигал (Sally Seagull) |
| Свити Пай (Sweetie Pie)          | Твити (Tweety Bird) |
| Фифи ля Фам (Fifi La Fume)       | Пепе ле Пью (Pepe Le Pew) |
| Ширли Лун (Shirley the Loon)     | Мелисса Дак (Melissa Duck) |
| Каламити Койот (Calamity Coyote) | Вайл И. Койот (Wile E. Coyote) |
| Литл Бипер (Little Beeper)       | Дорожный Бегун (Road-Runner) |
| Диззи Дэвил (Dizzy Devil)        | Тасманский Дьявол (Tasmanian Devil, Taz) |
| Монтана Макс (Montana Max)       | Йоземит Сэм (Yosemite Sam) |
| Элмайра Дафф (Elmyra Duff)       | Элмер Фадд (Elmer Fudd) |

Бастер и Бэбс Банни — звёзды мультсериала «Приключения мультяшек». Несмотря на общую фамилию — Банни, между ними нет родственных связей (и с Багзом Банни тоже), они просто друзья.
Бастер Дж. Банни (англ. Buster J. Bunny) — лидер компании Маленьких мультяшек, хитроумный кролик голубого окраса, одет в простой красный свитер с длинными рукавами и белые перчатки. Должен разбираться с вызовами школьного расписания, с махинациями богатого парня и местного задиры Монтаны Макса (ранее были хорошими друзьями) и выпадами ненормальной любительницы животных Элмайры Дафф. Бастер вместе с Бэбс всё делают ради смеха.
Бэбс Банни — гиперактивная розово-белая крольчиха, носит жёлтую блузку со средним рукавом, короткую бледно-фиолетовую юбку до колен (чем напоминает Велму Динкли из Скуби-Ду), белые трусики с оборками (только по пятницам) и фиолетовые ленты с бантами на кончиках ушей. Она будет делать что угодно, лишь бы только посмеяться. У неё хорошо получается импровизация и пародии в духе Робина Уильямса. Её полное имя — Барбара Энн Банни (англ. Barbara Ann Bunny), но она ненавидит, когда её так называют.
Бэбс и Бастеру Банни по 14 лет. Как и другие персонажи мультсериала «Приключения мультяшек», они посещают АКМЕ Мультуниверситет (ACME Looniversity), где учителями для них являются Багз Банни, Даффи Дак, Порки Пиг и другие классические мультгерои Warner Bros. Их лучшие друзья — Плаки Дак, Хэмтон Дж. Пиг, Ширли Лун, Диззи Дэвил, Фифи ле Фьюм, Гребешок (англ. Fowlmouth) и Гого Додо (англ. Gogo Dodo). По своим игровым особенностям они напоминают Багза Банни. Их общей чертой является вера в себя и свои способности хорошо срабатываться с другими героями. Они непохожи на него только своей наивностью вследствие их молодого возраста. Кроме того, они имеют тенденцию искать приключения, а не ждать, пока приключения найдут их самих. Они всегда ведут себя так, как будто находятся в поле зрения аудитории.

## Репутация и наследие

### Награды
- 1991 год
  - Премия Эмми, США за выдающуюся анимационную программу (Стивен Спилберг, Том Рюггер, Кен Бойер, Арт Леонарди, Арт Вителло, Пол Дини, Шерри Стонер) — победитель
  - Премия Environmental Media, США за серию Whales Tales («Сказки китов») — победитель
  - Премия Young Artist, США: Лучший мультсериал — победитель
- 1992 год
  - Премия Эмми, США за выдающуюся анимационную программу (Стивен Спилберг, Том Рюггер, Шерри Стонер, Рич Аронс, Арт Леонарди) — номинация
- 1993 год
  - Премия Эмми, США за выдающуюся анимационную программу (Стивен Спилберг, Том Рюггер, Шерри Стонер, Рич Аронс, Байрон Вонс, Кен Бойер, Альфред Джимено, Дэвид Уест — победитель
  - Премия Young Artist, США: Выдающееся озвучивание молодой роли (Уитби Хертфорд) — номинация